# Megaselia bisetalis
Megaselia bisetalis är en tvåvingeart som beskrevs av Fang och Liu 2005. Megaselia bisetalis ingår i släktet Megaselia och familjen puckelflugor. Inga underarter finns listade i Catalogue of Life.